# 西ロンバルド語
西ロンバルド語 （にしロンバルドご、イタリア語: Dialetto lombardo occidentale, ロンバルド語: Lumbard ucidental
, 英語: Western Lombard dialect）とは、イタリアで話されているロンバルド語の主要方言のひとつである。主にロンバルディア州とピエモンテ州 、そしてスイスの一部地域で話されている。
地域分布の詳細は、ロンバルディア州で広範にまたがりミラノ県、 モンツァ・エ・ブリアンツァ県、ヴァレーゼ県 、コモ県、 レッコ県 、ソンドリオ県 、クレモナ県 の一部（クレーマとその周辺を除く）、ローディ県、 パヴィーア県 。ピエモンテ州 ではノヴァーラ県、 ヴェルバーノ・クジオ・オッソラ県、アレッサンドリア県 の東側（トルトーナ）、ヴェルチェッリ県の一部（ヴァルセージア)。そしてスイス（ティチーノ州とグラウビュンデン州の一部）である。
旧ミラノ公国の領土に関連する地域名から、この言語はしばしばインスブリア語（インスブリアとインスブリア人を参照）またはミラネーゼ（ミラノ語）とも言われている。

## 概要
イタリア語を話す文脈において、西ロンバルド語はしばしばイタリア語の方言だと誤って呼ばれる。西ロンバルド語と標準イタリア語は大きく異なっている 。 ロンバルド語話者の一部は相互理解することが難しく、会話用の標準語が必要な場合もあるが、西ロンバルド語のバリエーションはどれもお互いに理解しやすい。母音/o/, /ɔ/や/ts/内の/s/に関連した、多くのバリエーションが存在するものの、西ロンバルド語は比較的同質（東ロンバルド語よりもはるかに）である。
現時点で、西ロンバルド語にはロンバルディア州やその他の地域で公式の地位がない。 ロンバルディア州の唯一の公用語はイタリア語である。

## 文法
西ロンバルド語の通時的な複数形変化の一般的な線（法則）を以下に記す。これはミラノ語の正書法を参考にしている。

### 女性語
女性語の大部分は、-a屈折で終わる。女性語の複数形は屈折しない (la legora / i legor ; la cadrega / i cadregh)。最終母音は元の長さに変わり（非最終音節ではその違いを聞くことができない） 、それはしばしば有声子音（濁音）に続けば長く、無声子音（清音）に続く時は短くなる。語幹が特定の子音グループで終わる場合は、子音の間に最後の-i またはシュワー[ə]を追加することができる（例：ミラノ語の歌scendra。複数形はscendr > scender)。 形容詞にとって、複数形と男性形はしばしば同じである。

### 男性語
男性語の大部分は屈折なしで終わり、複数形は常に変わらない(el tramvaj/i tramvaj ; el lett/i lett )。語幹が特定の子音グループで終わる場合、子音間にシュワー[ə]を追加することが単数形と複数形の両方で可能である。シュワー[ə]の追加が不自然に見えるとき、最終的な -o (pron. /u/) が単数名詞に追加され、-i が複数形に追加される。
-inで終わる、またはさほど一般的ではない-ettで終わる男性語は、複数形がitt (fiolin/fiolitt)である。-ll で終わる男性語の複数形は-j で、これは-ll- を落として-i を追加したことに由来する (el sidell/i sidej ; el porscell/i porscej ; el cavall / i cavaj)。これは定冠詞でも同じことが起こる(singular ell > el, plural elli > ej > i)。
-a で終わる男性語は変化しない。これらは固有名詞、pirlaのような古代ギリシア語や慣用句的な単語、人を中傷する単語である。 

## バリエーション
西ロンバルド語は、4つの主要な変種に分けることができる。
- ロンバルド・アルピノ（ソンドリオ県 とヴェルバーノ・クジオ・オッソラ県、スイスではティチーノ州とグラウビュンデン州で話される）
- ロンバルド=プレアルピノ・オクシダンターレ（コモ県、ヴァレーゼ県、レッコ県 、ティチーノ州ルガーノとその周辺）
- バッソ=ロンバルド・オクシダンターレ（パヴィーア県、ローディ県）
- マクロミラネーゼ（ミラノ県、モンツァ・エ・ブリアンツァ県、ノヴァーラ県、ヴェルチェッリ県の一部）

県や自治体の行政区画は、話される言語とは一般に独立しているため、この境界は明らかに概略区分である。
以下、西ロンバルド語のより細かいバリエーション。
- ミラノ方言（英語版）(マクロミラネーゼ)
- Bustocco and Legnanese
- Brianzöö (ロンバルド=プレアルピノ・オクシダンターレ - マクロミラネーゼ)
- Monzese
- Comasco-Lecchese (ロンバルド=プレアルピノ・オクシダンターレ)
  - Comasco
  - Laghée
  - Intelvese
  - Vallassinese
  - Lecchese
  - Valsassinese
- Ticinese  (ロンバルド・アルピノ)
  - Ossolano
- Varesino or Bosin  (ロンバルド=プレアルピノ・オクシダンターレ)
- Alpine Lombard (ロンバルド・アルピノ、東ロンバルド語からの強い影響)
  - Valtellinese
  - Chiavennasco
- Southwestern Lombard (バッソ=ロンバルド・オクシダンターレ)
  - Pavese (エミリア・ロマーニャ語からの強い影響)
  - Lodigiano
  - Nuaresat (ロンバルド=プレアルピノ・オクシダンターレ - マクロミラネーゼ)
  - Cremunéez (エミリア・ロマーニャ語からの強い影響)
- Slangs
  - Spasell

## 叙述法
西ロンバルド語文献における最も重要な正書法は、古典ミラノ語正書法である。それはカルロ・ポルタ（1775-1821）とデリオ・テッサ（1886-1939）によって使用された。Circolo Filologico di Milano により完成に至った。他の正書法にはTicinese, the Comasca, the Bosina, the Nuaresat, the Leccheseがある。

## 文献
一部の西ロンバルド語テキストが使用可能である。様々な辞書、数種類の文法書、広範な文献（インスブリア語文学を参照）、そして近年では福音書の翻訳がある。